# Alció de les Moluques
L'alció de les Moluques (Todiramphus diops) és una espècie d'ocell de la família dels alcedínids (Alcedinidae) que habita rius, boscos i terres de conreu de les Moluques septentrionals.